# 리바로 (치즈)
리바로(프랑스어: livarot)는 프랑스의 치즈이다. 소젖을 6주에서 8주까지 숙성시켜 만드는 주황색 연성치즈로, 프랑스 칼바도스주의 코뮌인 리바로에서 생산한다. 치즈의 모양을 잡기 위해 겉면에 다섯개의 스트랩을 두르는데 이것이 대령의 계급장과 같다고 해서 Colonel(대령)이라는 별칭이 붙었다.